# Élodie Godin
Pour les articles homonymes, voir Godin.
Élodie Godin, née le 5 juillet 1985 à Cherbourg (Manche), est une joueuse de basket-ball française, évoluant au poste d’intérieure.
Cette intérieure française est vite devenue une pièce maîtresse du jeu intérieur de l’Équipe de France. Avec celle-ci, elle remporte le championnat d'Europe 2009, deuxième titre européen des Bleues. En club, elle a remporté deux titres de championne de France, avec les deux grands clubs français de Bourges et Valenciennes, et deux titres consécutifs de championne d'Italie avec le club de Taranto Cras Basket.
Joueuse de collectif, intraitable en défense (« Je ne suis pas une scoreuse mais au-delà de ça, je suis forte en défense et je prends des rebonds importants. C'est un rôle que j'ai endossé très jeune et qui me convient »), elle s'est aussi affirmée en attaque : « Au cours de ces dernières années, j'ai progressé sur mon tir à mi-distance, donc [mon coach à Schio] me demande de jouer un peu plus pour moi. Mais c'est vrai que je regarde avant tout la dernière passe plutôt que le tir (...) Je n'ai pas la technique d'une Sandrine Gruda ou d'autres joueuses intérieures mais je joue sur le physique, je me bats sur tous les ballons en défense et mon corps en ressent les séquelles.»

## Biographie

### Carrière en clubs
C'est en suivant son frère ainé qu'elle commence le basket-ball à l'âge de dix ans. Elle signe dans le petit club de Sainte Eulalie (Gironde), où elle évolue pendant trois ans avant d'opter pour un autre club régional, Tresses. Elle y joue deux saisons avant de rejoindre le centre fédéral de Toulouse. Elle accède à l'Institut national du sport, de l'expertise et de la performance (INSEP) pour évoluer avec l'équipe du centre fédéral.
Après deux saisons, elle signe un premier contrat professionnel en rejoignant l'un des clubs qui dominent le basket-ball féminin français, Bourges Basket pour trois ans. « C’était une décision très réfléchie car Bourges est une équipe qui avait tout gagné, l’Euroligue et championnat de France, mais l’équipe avait complètement changé. Il y avait beaucoup de jeunes joueuses, un gros potentiel mais il y avait tout de même un espace disponible pour moi afin d’avoir du temps de jeu ». Dès sa première saison, elle obtient des statistiques intéressantes en Euroligue 2003-2004 : sa moyenne de points est de 8,8, tandis que sa moyenne au rebond est de 9,1, dont 3,7 sur le plan offensif, ce qui la place au second rang de l'Euroligue, derrière Maria Stepanova. En février, elle est même nommée meilleure joueuse de la semaine en Euroligue pour un double double, 10 points et 12 rebonds, 2 interceptions et un contre lors d'une victoire 80 à 63 face à Sopron. Bourges termine sa campagne européenne face au club de MiZo Pécs, vainqueur en deux manches 62 à 58 puis 85 à 84 en quart de finale. Sur la scène française, Bourges s'incline en deux manches, 58 à 52 puis 79 à 56, face aux championnes d'Europe de Valenciennes. La saison d'Élodie Godin est récompensée d'un titre de meilleure espoir du championnat de France.
La saison suivante, Bourges échoue en quart de finale de l'Euroligue, toujours face aux Hongroises de Pecs, en trois manches. Godin présente des statistiques de 8 points, 8,1 rebonds en 25,1 minutes. En France, elle remporte pour la seconde année consécutive le titre de meilleure espoir. Bourges échoue face à Valenciennes en finale du championnat, trois manches à zéro, puis du tournoi de la Fédération. Par contre, Bourges met fin à la domination hexagonale des Valenciennoises en remportant la Coupe de France sur le score de 74 à 49. Élodie Godin, avec 17 points et 9 rebonds, est élue meilleure joueuse de la finale.
En mars 2006, elle figure parmi les joueuses qui représentent la sélection européenne lors du premier EuroLeague Women All-Star Game. Lors de cette rencontre, où elle est accompagnée d'une autre Française Sandra Le Dréan, elle marque 4 points et capte 5 rebonds en 15 minutes dans une victoire 86 à 67 des européennes. 
Durant cette même saison 2005-2006, elle termine à la quatrième place des rebondeuses en Euroligue, avec une moyenne de 9 prises par rencontres. Après une seconde place lors du premier tour, Bourges élimine le Wisła Cracovie, puis échoue lors de la manche décisive, disputée à Bourges, face à Brno sur le score de 70 à 69. Lors de cette rencontre, Godin marque 11 points et capte 12 rebonds, ajoutant 2 contres en 29 minutes.
En récompense de son excellente saison précédente, elle est choisie, en janvier 2007, en quatrième position lors de l'élection pour le titre de FIBA Europe Women's Young Player of the year 2006 (meilleure jeune joueuse européenne de l'année), titre remporté par sa compatriote Sandrine Gruda.
Après trois saisons avec les Berruyères, Godin rejoint le grand rival de Valenciennes qui lui propose notamment un contrat plus lucratif. En Euroligue, le club échoue en deux manches lors du huitième de finale face au CSKA Samara, 85 à 75 puis 76 à 70. Lors de cette saison européenne, ses statistiques sont de 5,2, 5 rebonds en 21,3 minutes.
À l'issue de cette saison, elle rejoint sa compatriote Sandra Le Dréan au club de Prague. Ses statistiques avec son nouveau club sont de 5,2 points, 5 rebonds en 21,3 minutes. En ligue tchèque, sa moyenne de points est de 7,2. Toutefois, insatisfaite de son temps de jeu, elle décide changer de club : « C’était un choix de carrière qui a été catastrophique pour moi. Mais avec du recul cette année m’a appris énormément sur moi-même, sur la confiance, le doute. » « Je regrette mon année à Prague, parce que je l'ai vraiment mal vécue, je n'étais pas bien et à la limite d'arrêter le basket. Mais grâce à cette aventure, j'ai trouvé Tarente et peut-être que sans mon passage à Prague, je ne me serais jamais retrouvée en Italie. »
Elle s'engage alors dans le championnat italien pour évoluer avec le club de Tarente, rejoignant une autre Française Audrey Sauret. Le club évolue en Eurocoupe et atteint la finale. « [L]es Italiens sont très accueillants, je ne connaissais rien de l’Italie avant d’y arriver, la langue, la culture (...) mais je peux dire que j’adore vraiment ce pays (...) Ma relation avec les joueuses italiennes était vraiment super. J’avais la chance de vraiment maîtriser la langue italienne ce qui m’a aidé énormément. » Le club italien est battu par les Turques de Galatasaray sur le score de 82 à 61, rencontre où Godin marque 14 points et capte 4 rebonds. Sur la saison, ses statistiques sont de 8,6 points, 7,9 rebonds en 29,1 minutes. « Je suis arrivée une semaine avant le premier match officiel, mais j’avais déjà l’impression  de connaître cette équipe depuis longtemps. Audrey Sauret y est pour beaucoup (...) Je pense que le niveau du championnat italien est un peu inférieur au championnat français. Mais le danger du championnat italien et que tout le monde peut battre tout le monde. Contrairement à la France, en Italie le secteur intérieur est vraiment très faible, ils ont donc un jeu parfois plus rapide et beaucoup plus de shoot à l’extérieur et drive. » Le club italien remporte le second titre de champion d'Italie de son histoire, en battant en finale club de Basket Femminile Venezia Reyer. Les statistiques de Élodie Godin en Championnat d'Italie de basket-ball féminin sont de 7,3 points, 8,2 rebonds en 26,2 minutes.
Lors de la saison 2009-2010, elle évolue de nouveau avec le club de Tarente. Elle remporte un nouveau titre, la Supercoupe d'Italie, contre le Club Atletico Faenza Pallacanestro. En fin de saison, le club remporte un second titre de champion d'Italie consécutif. Ses statistiques sont de 7,1 points, 5,6 prises en 23,2 minutes. En Euroligue, le club italien échoue en huitième de finale face au club turc de Fenerbahçe. Les statistiques de Godin sur cette saison européenne sont de 7,3 points, 6,9 rebonds en 26,8 minutes.
Pendant la saison 2011-2012, elle remporte avec son club de Tarente la coupe d'Italie face à Schio, puis le championnat, le quatrième de l'histoire de son club. Tarante étant en période d'incertitude financière, elle signe pour le club rival de Famila Schio. En 2012-2013, elle aide Schio à remporter le championnat italien (6,5 points, 8,9 rebonds et 2,3 interceptions)et à atteindre la finale à huit de l'Euroligue (4,7 points et 6,8 rebonds), ce qui la décide à prolonger son séjour à Schio l'année suivante.
En février 2014, elle remporte la coupe d'Italie avec Schio et est élue MVP de la finale en ayant marqué 15 points et pris 8 rebonds.
Après sept saisons à l'étranger, elle rejoint la France à Montpellier. « Ils ont un bon projet qui m’intéresse. Me rapprocher de ma famille et amis aussi. Et surtout un nouveau challenge. Bourges est champion de France depuis un moment j’aimerai vraiment être championne de France à nouveau après 7 années (...)Je suis contente de retrouver le championnat français qui est selon moi un des meilleurs en Europe. Je suis aussi ravie de retrouver tout simplement mon pays. » Quittant l'Italie sur un dernier titre de champion Famila Schio, ses moyennes en Euroligue sont de 10,6 points et 9,2 rebonds.
En 2015-2016, Montpellier remporte la Coupe de France et le championnat de France face à Bourges.
Au terme de la saison 2016-2017 (7,9 points, 7,3 rebonds de moyenne), elle s'engage avec le club rival de Bourges : « J’ai commencé à Bourges et c’est la meilleure façon de terminer ma carrière (...) [Je pense apporter] mon expérience. J’ai vécu beaucoup de choses, j’ai joué à l’étranger, j’ai gagné des titres et presque toute ma vie j’ai joué des finales. »

### Carrière en sélection nationale
Avec les sélections nationales, elle dispute le championnat d'Europe cadettes en 1999, tournoi où elle ne joue que deux rencontres et où les Bleuettes remportent une médaille de bronze. Lors de l'édition suivante de cette compétition, en 2001, les Françaises remportent le titre européen en battant en finale la Russie sur le score de 68 à 66. Godin, avec des statistiques de 8,4 points et 12 rebonds en 25,3 minutes, finit à la première place du classement des rebonds.
En 2002, l'équipe de France junior, composée en partie des championnes d'Europe cadettes 2001 comme Pauline Krawczyk, Florence Lepron et Fatimatou Sacko, atteint la finale du Championnat d'Europe des 18 ans et moins. Durant cette compétition, Élodie Godin apporte 8,3 points et 8 rebonds en 23,5 minutes.
La saison internationale 2003 d'Élodie Godin commence par le championnat du monde des 21 ans et moins. En 27,25 minutes, elle apporte 8,3 points et 6,5 rebonds à une équipe qui, après une défaite 58 à 47 en demi-finale face aux États-Unis, remporte la médaille de bronze en battant la Croatie 80 à 66. Trois semaines plus tard, elle fait ses débuts avec l'équipe de France lors d'une rencontre face à la Belgique, rencontre où elle inscrit son premier point sous le maillot bleu. Elle convainc l'entraîneur national Alain Jardel de la retenir pour le championnat d'Europe où les Bleues, championnes d'Europe en titre, terminent à la cinquième place après une défaite 79 à 66 face à la Russie en quart de finale. Pour sa première compétition internationale chez les séniores, elle inscrit 4,3 points et capte 6,4 rebonds en 15,3 minutes.
En 2004, elle retrouve les sélections des jeunes en disputant le Championnat d'Europe des 20 ans et moins, compétitions où les Françaises obtiennent une médaille d'argent, battues en finale par la Russie sur le score de 80 à 64. Ses statistiques sur la compétition sont de 11,4 points et 7,4 rebonds en 24,5 minutes. Durant cette même saison, elle retrouve l'équipe de France, participant à la campagne de qualification pour le championnat d'Europe 2005. Les Françaises, avec cinq victoires en six rencontres, se qualifient pour l'Euro.
Lors de cet Euro disputé en Turquie, les Françaises échouent de nouveau face aux Russes en quart de finale, pour terminer une nouvelle fois cinquièmes après deux victoires face à la Pologne, puis la Lettonie. Cette place octroie une place pour le championnat du monde 2006. Pour sa seconde compétition majeure, elle apporte 8,5 points et capte 7,1 rebonds en 23,6 minutes.
Pendant ce Mondial, disputé au Brésil, les Françaises échouent en quart de finale face aux « Opals », surnom des Australiennes, futures championnes du monde, sur le score de 79 à 66. Puis, après deux victoires face à la République tchèque et à la Lituanie, les Françaises terminent à la cinquième place pour la troisième compétition majeure consécutive. Les statistiques de Godin sont alors de 4,7 points et 4,3 rebonds.
La saison suivante, le nouveau sélectionneur Jacques Commères ne retient pas Élodie Godin, lui préférant Isabelle Yacoubou. Elle retrouve les Bleues en 2008. Toutefois, après une seule rencontre disputée, elle n'est pas conservée par Pierre Vincent, le nouveau sélectionneur.
Celui-ci la retient de nouveau pour la préparation au championnat d'Europe 2009 disputé en Lettonie. Pendant celui-ci, les Bleues s'appuyant sur un jeu intérieur important - avec Sandrine Gruda, qui sera nommée dans le meilleur cinq de la compétition, Isabelle Yacoubou, Emmeline Ndongue, Endéné Miyem et Élodie Godin - remportent le titre européen, le second de l'histoire de l'équipe de France après celui de 2001. Élodie Godin, pour son retour sous le maillot bleu, présente des statistiques de 3,3 points, 4,7 rebonds en 11 minutes.
Championne d'Italie 2010, elle est appelée par le sélectionneur national dans la sélection des douze joueuses retenues pour disputer le Mondial 2010. Elle obtient un peu plus de 15 minutes par rencontre, pour des statistiques de 3,4 points, 2,6 rebonds et 0,6 passe. La saison suivante, après avoir fait partie d'une première liste de vingt-neuf joueuses, elle ne figure plus dans la liste des vingt-quatre joueuses en préparation pour le championnat d'Europe 2011 en raison d'une blessure.
Elle retrouve l'équipe de France pour la saison 2012. En compétition avec Marielle Amant pour figurer parmi les douze joueuses composant l'équipe, elle participe à la qualification des Françaises pour les Jeux olympiques de Londres lors du tournoi préolympique de basket-ball 2012 disputé en Turquie. Ses statistiques lors de ses trois victoires face au Canada, au Mali et à la Corée du sud sont de 3,3 points, 4,7 rebonds et 0,3 passe.
Remplaçante engagée, elle marque peu mais son activité au rebond et son sens de la passe en font une équipière très appréciée, souvent décisive comme contre la Grande-Bretagne (8 rebonds, 4 passes). Céline Dumerc dit d'elle « Elle a bien compris son rôle et chapeau parce que, quand elle rentre, elle est percutante, elle est efficace et elle nous aide énormément. Ce n’est pas évident quand on sait que ça s’est joué au dernier moment pour elle. ». Touchée au dos en quarts de finale, elle joue même blessée les deux derniers matchs.
Elle annonce ne pas vouloir participer aux compétitions internationales pour l'été 2013 expliquant « J'ai besoin de faire une pause parce que, mentalement et physiquement, je suis fatiguée. J’ai besoin d’être auprès de mes proches pour diverses raisons et j’ai donc décidé de faire un break. Je ne sais pas pour combien de temps. » Plus tard, elle expliquera avoir pris sa retraite internationale « parce que j'ai eu une médaille olympique ».

### Entraîneuse
En 2017, elle devient entraîneuse adjointe de l'équipe nationale hollandaise.

## Clubs

### Joueuse
- 0000–2003 :  Centre fédéral
- 2003–2006 :  CJM Bourges Basket (LFB)
- 2006–2007 :  US Valenciennes Olympic
- 2007–2008 :  USK Prague
- 2008–2012 :  Taranto Cras Basket
- 2012–2014 :  Famila Schio
- 2014–2017 :  Montpellier
- 2017–2023 :  Bourges

### Entraîneuse
- 2017 - : équipe nationale néerlandaise[32]

## Palmarès

### Équipe de France

#### Senior
- Médaille d'argent aux Jeux olympiques 2012 de Londres
- Championne d’Europe 2009 à Riga (Lettonie)
- 5e au Championnat d'Europe 2005
- 5e au Championnat d'Europe 2003
- 5e au championnat du monde 2006

#### Jeune
- Médaillée de bronze au Championnat d'Europe cadette 1999
- Championne d'Europe cadette 2001
- Médaillée d'argent à l'Euro juniors 2002
- Médaillée de bronze au championnat du monde des 21 ans et moins 2003
- médaille d'argent du Championnat d'Europe des 20 ans et moins en 2004

### Club
Son palmarès dans des compétitions internationales est :
- Finaliste de l'Eurocoupe 2009
- Vainqueur de l'Eurocoupe : 2021-22[42]

Son palmarès dans des compétitions nationales est :
- Championne de France : 2006, 2007, 2016[30], 2018[43] et 2022 [44].
  - Finaliste du Championnat de France féminin de basket-ball : 2004, 2005
- Coupe de France : 2005, 2006, 2015[45], 2016[46], 2018[47] et 2019[48] ;

- Vainqueur du tournoi de la Fédération : 2006
  - Finaliste du tournoi de la Fédération : 2005
- Championne d'Italie : 2009, 2010, 2012, 2013 et 2014[28]
- Coupe d'Italie : 2012, 2014
- Vainqueur de la Supercoupe d'Italie : 2009

### Distinctions personnelles
- Meilleure espoir du championnat de France 2004, 2005
- Meilleure joueuse de la finale de la Coupe de France 2005.
- Chevalier de l'ordre national du Mérite en 2013[49]
- MVP de la finale de la Coupe d'Italie 2014

## Statistiques personnelles en LFB
| Saison Club       | M  | Min   | 2Pts | 2Pts | 2Pts | 2Pts int. | 2Pts int. | 2Pts int. | 2Pts Ext. | 2Pts Ext. | 2Pts Ext. | 3Pts | 3Pts | 3Pts | LF | LF | LF   | Rebonds | Rebonds | Rebonds | Rebonds | F   | Fp  | C   | PD  | Int | BP  | Eva  | Pts | Pts |
| Saison Club       | M  | Mo    | R    | T    | %    | R         | T         | %         | R         | T         | %         | R    | T    | %    | R  | T  | %    | Ro      | Rd      | Rt      | Mo      | F   | Fp  | C   | PD  | Int | BP  | Mo   | Tot | Mo  |
| 2005-2006 Bourges | 20 | 27:41 | 66   | 144  | 45.8 | 50        | 93        | 53.8      | 16        | 51        | 31.4      | 0    | 2    | 0.0  | 30 | 37 | 81.1 | 52      | 107     | 159     | 8.0     | 2.0 | 2.1 | 0.5 | 1.6 | 1.4 | 1.3 | 13.8 | 162 | 8.1 |
| 2004-2005 Bourges | 29 | 27:59 | 79   | 193  | 40.9 | 69        | 146       | 47.3      | 10        | 47        | 21.3      | 0    | 1    | 0.0  | 58 | 81 | 71.6 | 101     | 159     | 260     | 9.0     | 2.8 | 3.7 | 0.5 | 0.8 | 1.4 | 2.1 | 12.3 | 216 | 7.4 |
| 2003-2004 Bourges | 28 | 25:25 | 89   | 199  | 44.7 | 80        | 165       | 48.5      | 9         | 34        | 26.5      | 0    | 5    | 0.0  | 59 | 85 | 69.4 | 94      | 147     | 241     | 8.6     | 2.4 | 3.3 | 0.3 | 1.0 | 1.5 | 1.5 | 13.3 | 237 | 8.5 |